# Gladiolus monticola
Gladiolus monticola es una especie de gladiolo que se encuentra en África.  

## Descripción
Gladiolus monticola es una planta herbácea perennifolia, geofita que alcanza un tamaño de 15 - 50 m de altura. Se encuentra a una altitud de 400 - 915 en Sudáfrica.
Gladiolus monticola se encuentra en las laderas rocosas de piedra arenisca en el suroeste de la Provincia del Cabo. Hay poblaciones en la Montaña de la Mesa. Tiene flores de color rosa al albaricoque  con oscuras manchas rosadas en los tépalos y floraciones inferiores de verano en otoño antes de que se produzcan las hojas.

## Taxonomía
Gladiolus monticola fue descrita por Goldblatt & J.C.Manning y publicado en Gladiolus in Southern Africa 173–174. 1998.
Etimología
Gladiolus: nombre genérico que se atribuye a Plinio y hace referencia, por un lado, a la forma de las hojas de estas plantas, similares a la espada romana denominada "gladius". Por otro lado, también se refiere al hecho de que en la época de los romanos la flor del gladiolo se entregaba a los gladiadores que triunfaban en la batalla; por eso, la flor es el símbolo de la victoria.
monticola: epíteto latíno que significa "que se encuentra en los montes"
Sinonimia
- Gladiolus tabularis Eckl. ex Baker[7][8]